# Attagenus luteofasciatus
Attagenus luteofasciatus là một loài bọ cánh cứng trong họ Dermestidae. Loài này được Pic miêu tả khoa học năm 1937.